# 蓝剑饮品集团
四川蓝剑饮品集团有限公司，簡稱蓝剑饮品集团以及藍劍集團，除了經營生產及銷售啤酒外，還經營植物蛋白饮料、矿泉水、低度酒等產品，1985年成立。
其主要生產及銷售品牌「藍劍」啤酒、「唯怡」、「白色浪潮」、「冰川时代」、「蓝剑富氧薄荷水」等產品。另外，和華潤雪花啤酒合營的，华润蓝剑广安啤酒。

## 外部連結
- 四川蓝剑饮品集团有限公司 （页面存档备份，存于）